# Botka Mihály (kanonok)
Botka Mihály (Szeged, 1796. szeptember 25. – Hegyes, 1866. február 20.), a szabadkai kerület esperese, címzetes kanonoka, kalocsai főegyházmegyei pap.

## Élete
Szemináriumi éveit Kalocsán töltötte. Misés pappá szentelték 1819-ben. 1827-ig jánoshalmi, később temerini káplán volt. 1835-ben kinevezték papnevelői aligazgatóvá, majd 1837-ben főszentszéki ülnökké. 1840-ben hegyesi plébános, 1843-ban espereskerületi jegyző, 1850-ben a szabadkai kerület esperese és 1854-ben címzetes kanonok lett. 1858-ban házassági ügyekben kiküldött érseki biztosként működött, 1859-ben kiérdemült esperes lett.

## Művei
- Nagymélt. Klobusiczky Péter kalocsai érseknek székébe lett általkelése idejére. Szeged, 1822.